# Gabriel Timmory
Pour l’article homonyme, voir Timmory.
René Wahl dit Gabriel Timmory, né le 6 novembre 1870 à Rennes et mort le 20 avril 1965  à Nice, est un dramaturge, scénariste, enseignant, journaliste et conférencier français. 

## Biographie
Il suit des études à l'École normale supérieure,dans laquelle il participe au « Théâtre des Folies Normaliennes ». Le Théâtre des Folies Normaliennes est le dernier asile du drame romantique et le premier qui ait accueilli les ahurissantes élucubrations du poète Franc-Nohain 
Il devient professeur de lettres puis se tourne vers l'écriture et entre dans le journalisme. Il s'oriente alors vers la création littéraire et réalise un grand nombre de pièces de théâtre et de comédies boulevardières.
Gabriel Timmory collabora pour certaines pièces, comédies et saynetes avec les dramaturges Jean Manoussi et Maurice de Marsan.
En 1921, il adapte « Fantomas » pour le théâtre.

## Pièces de théâtre
- 1902 : Un beau mariage coécrit avec Jean Manoussi
- 1903 : Petite Bonne sérieuse coécrit avec Jean Manoussi
- 1904 : Pomme de terre coécrit avec Jean Manoussi
- 1906 : Un gentilhomme coécrit avec Jean Manoussi
- 1906 : Le Planteur de Chicago ou Le cultivateur de Chicago
- 1909 : Un cambrioleur ingénieux coécrit avec Jean Manoussi
- 1910 : Le Matelot Cartahut coécrit avec Maurice de Marsan
- 1911 : La Course aux dollars coécrit avec Maurice de Marsan
- 1913 : Rigadin et la Petite Moulinet
- 1913 : La Dame du Louvre coécrit avec Jean Manoussi
- 1913 : L'insaisissable Stanley Collins coécrit avec Maurice de Marsan
- 1918 : Les Kriekenrinckx d'Anvers
- 1918 : Les Profiteurs
- 1919 : Oublions le passé
- 1919 : Conte à Madelon
- 1920 : Monsieur Pédicule
- 1921 : Ici on danse
- 1921 : La guerre en pantoufles coécrit avec Félix Galipaux
- 1921 : Les Exploits de Lucienne
- 1921 : Les Points de chute
- 1923 : Manuel déraisonné de tous les sports
- 1923 : Les Affaires d'amour
- 1926 : Straban le féroce
- 1926 : Les Étapes de la volupté en vingt arrondissements
- 1928 : Nous allons passer une bonne soirée ! coécrit avec Félix Galipaux
- 1930 : Un désespéré
- 1932 : La Compression
- 1933 : Le Goûter chez Nanette
- 1936 : Je veux une aventure, (poésie)
- 1937 : La Maison historique, monologue par François Timmory
- 1939 : Le Banquet de la Fraternelle
- 1949 : Ce qui se passe après, adaptation de la pièce de Percival Wilde « The Sequel »
- 1951 : L'éboulement, adaptation de la pièce de Percival Wilde

## Filmographie partielle

### Comme scénariste
- 1909 : Le Mariage de la cuisinière, réalisateur anonyme
- 1909 : Le Client de province, réalisateur anonyme
- 1909 : Un Cambrioleur ingénieux, coscénariste avec Jean Manoussi
- 1910 : Le Truc de Rigadin de Georges Monca
- 1911 : Rigadin veut se faire arrêter de Georges Monca
- 1911 : Nick Winter contre Nick Winter, de Gérard Bourgeois
- 1913 : Rigadin et la Petite Moulinet de Georges Monca
- 1948 : Les souvenirs ne sont pas à vendre, coscénariste de Robert Hennion

## Citations
- Il ne faut jamais battre une femme, même avec une fleur ; ça abîme la fleur.
- La chasse aux femmes est un sport passionnant. Les ennuis commencent dès qu'on en a attrapé une.
- N'insultez jamais une femme qui tombe - attendez qu'elle se relève.